# Сквалі 3
Сквалі 3 (англ. Skwali 3) — індіанська резервація в Канаді, у провінції Британська Колумбія, у межах регіонального округу Фрейзер-Велі.

## Населення
За даними перепису 2016 року, індіанська резервація нараховувала 10 осіб. Середня густина населення становила 7,4 осіб/км².

## Клімат
Середня річна температура становить 10,2°C, середня максимальна – 21,3°C, а середня мінімальна – -2,3°C. Середня річна кількість опадів – 1 718 мм.
| Клімат поселення                              | Клімат поселення | Клімат поселення | Клімат поселення | Клімат поселення | Клімат поселення | Клімат поселення | Клімат поселення | Клімат поселення | Клімат поселення | Клімат поселення | Клімат поселення | Клімат поселення | Клімат поселення |
| Показник                                      | Січ.             | Лют.             | Бер.             | Квіт.            | Трав.            | Черв.            | Лип.             | Серп.            | Вер.             | Жовт.            | Лист.            | Груд.            |                  |
| Середній максимум, °C                         | 7,15             | 9,41             | 11,74            | 14,33            | 17,56            | 20,25            | 20,81            | 21,25            | 18,38            | 13,75            | 9,20             | 6,03             |                  |
| Середня температура, °C                       | 2,48             | 4,70             | 7,05             | 9,63             | 12,86            | 15,53            | 17,70            | 18,13            | 15,26            | 10,61            | 6,10             | 2,89             |                  |
| Середній мінімум, °C                          | −2,25            | 0,03             | 2,35             | 4,93             | 8,16             | 10,84            | 14,58            | 15,00            | 12,13            | 7,50             | 2,94             | −0,26            |                  |
| Норма опадів, мм                              | 241              | 162              | 148              | 130              | 98               | 82               | 60               | 57               | 75               | 173              | 282              | 210              |                  |
| Середньомісячна швидкість вітру, м/с          | 3.20             | 3.10             | 3.20             | 3.10             | 3.00             | 3.00             | 2.90             | 2.70             | 2.40             | 2.60             | 3.10             | 3.28             |                  |
| Середньомісячна сонячна радіація, кДж/м²·день | 3262             | 6347             | 10078            | 15129            | 18763            | 20344            | 21648            | 18607            | 13352            | 7259             | 3634             | 2570             |                  |
| --------------------------------------------- | ---------------- | ---------------- | ---------------- | ---------------- | ---------------- | ---------------- | ---------------- | ---------------- | ---------------- | ---------------- | ---------------- | ---------------- | ---------------- |
| Джерело:                                      |                  |                  |                  |                  |                  |                  |                  |                  |                  |                  |                  |                  |                  |